# 김관수 (1905년)
김관수(金寬洙, 일본식 이름: 岸本寬기시모토 간, 1905년 ~ ?)는 일제강점기의 연극인이다. 첼리스트 김인수의 동생이며 본적은 함경남도 원산시이다.

## 생애
1934년 조선극장에서 황금좌가 공연한 《세방 든 여자》를 연출하였다. 1935년 극단 황금좌 사업부장을 역임했고, 1938년 전후에 일제강점기 동안 상업 연극계의 중심 역할을 하며 많은 관중을 모았던 동양극장에서 근무했다.
조선총독부가 일제 강점기 말기에 여러 극단 및 연극 관련 단체를 가맹시켜 조직한 단체 조선연극협회에서 상무이사를 맡았다. 이 단체는 총독부의 후원을 받아 연극 공연을 통제하고, 《국민연극》을 공연하여 친일 사상을 전파하는 일을 담당했다.
1941년 일종의 근로봉사단인 문화인 성추부대에 조선연극협회 대표로 참가한 기록도 있다. 연극계에서 함께 참가한 사람은 유치진, 박진, 이서구, 김태윤 등이다. 전쟁 협력을 위한 친일 논설도 다수 발표했다.
2008년 민족문제연구소가 공개한 친일인명사전 수록예정자 명단 연극/영화 부문에 선정되었으며 2009년 친일반민족행위진상규명위원회가 발표한 친일반민족행위 705인 명단에도 포함되었다.

## 같이 보기
- 조선연극협회

## 참고자료
- 이재명, 〈조선연극문화협회의 활동을 통해서 본 친일 연극〉 (친일반민족행위진상규명위원회 2005년 하반기 워크숍)
- 백기완, 송건호, 임헌영 (2004년 5월 20일). 〈반민특위의 활동과 와해 - 14. 창씨·가미다나의 앞잡이 (오익환)〉. 《해방전후사의 인식 (1)》. 서울: 한길사. ISBN 8935655422.